# Station Schleusingen
Station Schleusingen is een spoorwegstation in de Duitse plaats Schleusingen. Het station wordt sinds 1998 niet meer voor personenvervoer gebruikt.